# Condado de Clinton (Misuri)
El condado de Clinton es un condado del Estado de Misuri, Estados Unidos. Según la Oficina del Censo de Estados Unidos del 2000, su población era de 18.979 habitantes. La sede del condado se encuentra en Plattsburg.
El condado fue fundado en 1833 y nombrado en homenaje al Primer Gobernador de Nueva York y el primer Vicepresidente de los Estados Unidos en morir en servicio, George Clinton.
Clinton forma parte del área metropolitana de Kansas.

## Geografía
Según la Oficina del Censo de Estados Unidos, el condado tiene un área total de 423 mi² (1.097 km²), de las cuales 419 mi² (1.085 km²) es terreno y 5 mi² (12 km²) es agua con un porcentaje del 1,11%.

### Condados adyacentes
- Condado de DeKalb (norte)
- Condado de Caldwell (este)
- Condado de Ray (sudeste)
- Condado de Clay (sur)
- Condado de Platte (suroeste)
- Condado de Buchanan (oeste)

## Demografía
Según el censo del 2000, había 18 979 habitantes, 5299 familias y 7152 hogares en el condado. La densidad por población era de 45 habitantes por mi² (18/km²). Hubo 7877 viviendas en una densidad aproximada de 19 por mi² (7/km²). La población racial estuvo repartida en un 96,58% blancos, 1,52% afroamericanos, 0,34% nativo americanos, 0,17% asiáticos, 0,01% isleños del Pacífico, 0,27 de otras razas, y 1,12% eran mestizos. El 1,08% de la población era hispana o de otra raza.
Había 7.152 hogares, en los cuales un 34,90% de los que moraban uno tenían hijos menores de 18 años con ellos, en un 61,40% vivían parejas casadas, un 8,80 mujeres solteras o sin marido presente, y 25,90% no tienen familias. El 22% de todas las viviendas tienen tamaño individual y en un 10,50% vive un residente solo de 65 años o más. El tamaño medio de la vivienda individual es de 2,50 mientras que el familiar es de 3.03.
En el condado, la población por edades está repartida en, un 26,80% aquellos con menos de 18 años, 7,40% de 18 a 24, 28,20% de 25 a 44, 23,50% de 45 a 64, y 14,10% de 65 o más años de edad. La media de edad fue de 38 años. Por cada 100 mujeres, 96 eran varones, por cada 100 mujeres menores de 18, 91,60 eran varones.
La media de ingresos por hogar era de 41.629 dólares y la mediana de ingresos por familia de 48.244 dólares. La población masculina tenía una media de 36.307 frente a los 22.991 dólares de las mujeres. La renta per cápita del condado estaba en 19.056 dólares.